# Тархан (Єгипет)
Тархан — один з некрополів Єгипту, розташований поблизу з селом Кафр.

## Історія
1911 року Фліндерс Пітрі звернув увагу на повідомлення про пограбування місцевими сільськими жителями великого цвинтаря на краю пустелі, на шляху до Фаюма. За два сезони розкопок (1911-1913) Пітрі розкрив кілька сотень могил, включаючи кілька великих цегляних мастаб, із розміщеними в них нішами у стилі царських могил.
Багато з поховань містили об'єкти, що надали поняття про найменування ранніх фараонів додинастичного періоду. Це забезпечило корисний порівняльний матеріал для датування інших могил, що не містили написів.